# Marta Fjedina
Marta Vadymivna Fjedina (ukrainska: Марта Вадимівна Фєдіна), född 1 februari 2002, är en ukrainsk konstsimmare.

## Karriär
I augusti 2018 vid EM i Glasgow var Fjedina en del av Ukrainas lag som tog guld i kombination. I juli 2019 vid VM i Gwangju tog hon brons tillsammans med Anastasija Savtjuk i både det tekniska och fria programmet i partävlingen. Fjedina tog även brons i både det tekniska och fria programmet i lagtävlingen.
I maj 2021 vid EM i Budapest tog Fjedina totalt åtta medaljer (fyra guld och fyra silver). Individuellt tog hon guld i det fria programmet och silver i det tekniska programmet. I partävlingen tog Fjedina silver i både det tekniska och fria programmet tillsammans med Anastasija Savtjuk. I lagtävlan tog hon guld i det fria programmet, kombination och highlight samt silver i det tekniska programmet. I augusti 2021 vid OS i Tokyo tog Fjedina och Anastasija Savtjuk brons i duett, vilket var Ukrainas första OS-medalj genom tiderna i konstsim. Hon var även en del av Ukrainas lag som tog brons i lagtävlingen.
I juni 2022 vid VM i Budapest tog Fjedina totalt fem medaljer (två guld och tre silver). Individuellt tog hon silver i både det tekniska och fria programmet. Fjedina var även en del av Ukrainas lag som tog guld i fri kombination och highlight samt silver i det fria programmet. I augusti 2022 vid EM i Rom tog hon totalt sex guld. Individuellt tog Fjedina guld i både det fria och tekniska programmet. Hon var även en del av det ukrainska laget som tog guld i det fria programmet, det tekniska programmet, fri kombination samt i highlight.
I juni 2023 vid europeiska spelen i Kraków-Małopolska var Fjedina en del av Ukrainas lag som tog silver i det akrobatiska lagprogrammet. Följande månad vid VM i Fukuoka var hon en del av Ukrainas lag som tog brons i det fria lagprogrammet.
I februari 2024 vid VM i Doha var Fjedina en del av Ukrainas lag som tog silver i det akrobatiska lagprogrammet.